# قره‌تاغ‌لار
قره‌تاغ‌لار (به لاتین: Qaratağlar) منطقه‌ای مسکونی در جمهوری آذربایجان است که در شهرستان داش‌کسن واقع شده است. قره‌تاغ‌لار ۱۷۵ نفر جمعیت دارد.